# Cheilotheca malayana
Cheilotheca malayana là một loài thực vật có hoa trong họ Thạch nam. Loài này được Scort. ex Hook.f. mô tả khoa học đầu tiên năm 1887.